# Andreas Otto
Andreas Otto (Fráncfort del Óder, RDA, 5 de octubre de 1963) es un deportista alemán que compitió en boxeo.
Ganó cuatro medallas en el Campeonato Mundial de Boxeo Aficionado entre los años 1989 y 1995, y dos medallas de bronce en el Campeonato Europeo de Boxeo Aficionado, en los años 1989 y 1993.
Participó en dos Juegos Olímpicos de Verano, en los años 1988 y 1992, ocupando el sexto lugar en Barcelona 1992, en el peso wélter.

## Palmarés internacional
| Representando a la RDA   |                     |                   |           |
| Campeonato Mundial       |                     |                   |           |
| Año                      | Lugar               | Medalla           | Categoría |
| 1989                     | Moscú (URSS)        | Medalla de plata  | 63,5 kg   |
| Campeonato Europeo       |                     |                   |           |
| Año                      | Lugar               | Medalla           | Categoría |
| 1989                     | El Pireo (Grecia)   | Medalla de bronce | 67 kg     |
| Representando a Alemania |                     |                   |           |
| Campeonato Mundial       |                     |                   |           |
| Año                      | Lugar               | Medalla           | Categoría |
| 1991                     | Sídney (Australia)  | Medalla de plata  | 67 kg     |
| 1993                     | Tampere (Finlandia) | Medalla de bronce | 67 kg     |
| 1995                     | Berlín (Alemania)   | Medalla de bronce | 67 kg     |
| Campeonato Europeo       |                     |                   |           |
| Año                      | Lugar               | Medalla           | Categoría |
| 1993                     | Bursa (Turquía)     | Medalla de bronce | 67 kg     |